# Медведівський розстріл

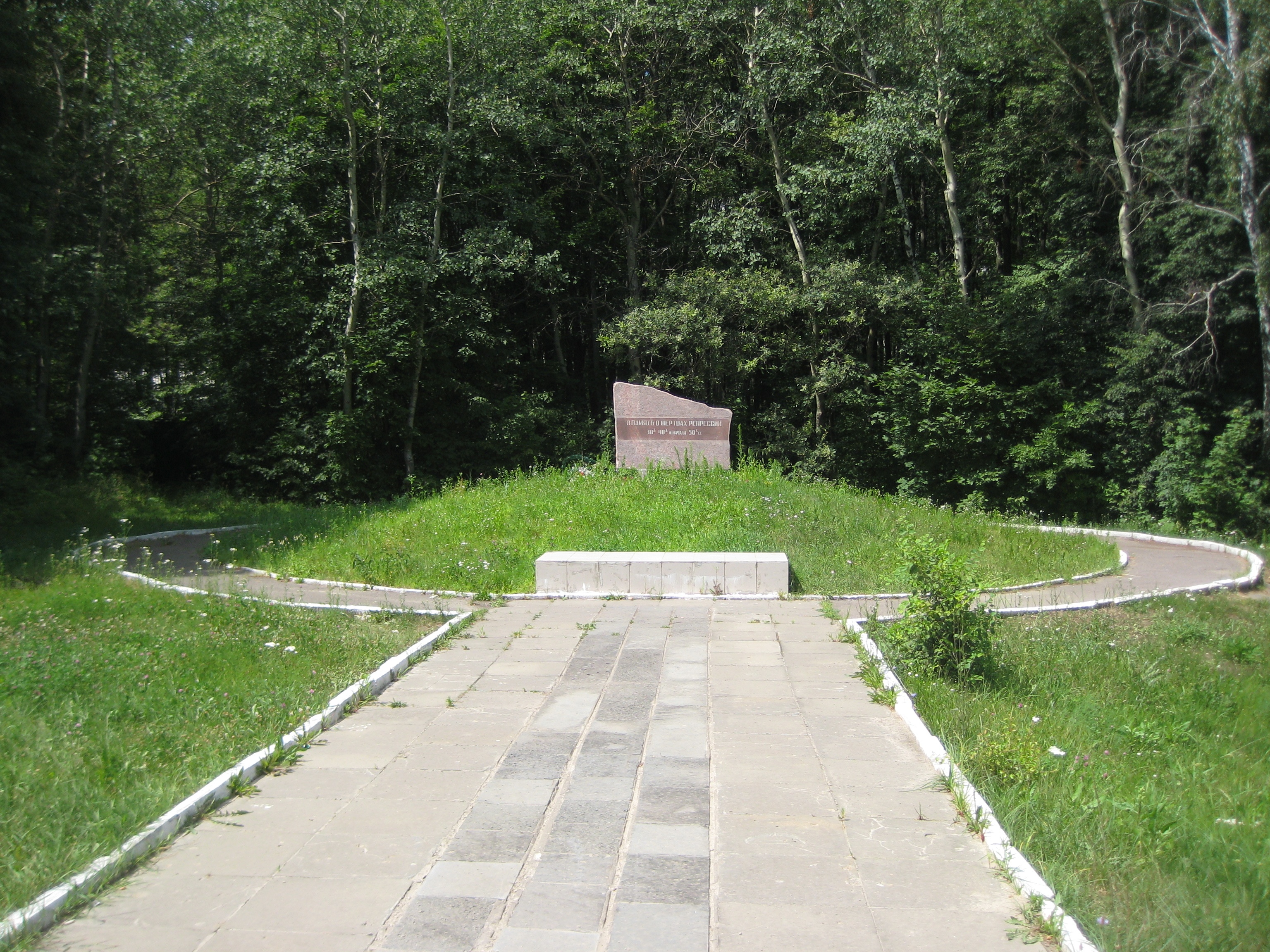
Меморіальний знак в Медведівському лісі, встановлений в пам'ять жертв репресій 30-х — 40-х та початку 50-х років (1991)

Медведівський розстріл (також відомий як Орловський розстріл) — розстріл політв'язнів Орловської в'язниці, що був здійснений співробітниками НКВС 11 вересня 1941 року в Медведівському лісі, розташованому на північ від Орла. Всього було розстріляно 157 чоловік, у тому числі відомі державні, партійні та наукові діячі: фігуранти Другого (Арнольд В. В., Строїлов М. С.) і Третього (Раковський Х. Г., Безсонов С. О., Плетньов Д. Д.) «московських процесів», а також Спірідонова М. О., Петровський П. Г., Каменєва О. Д., Яковлєва В. Н., німецький математик Фріц Нетер. Розстріл був ініційований наркомом внутрішніх справ СРСР Берією Л. П. і санкціонований Державним комітетом оборони СРСР на чолі з Сталіним Й. В.. Всі засуджені звинувачувалися у «веденні пораженської агітації та спробах підготувати втечі для відновлення підривної діяльності».
До кінця 1980-х років значна частина розстріляних під Орлом була реабілітована. Відносно решти 108 осіб вирок було скасовано 1990 року.

## Ухвалення рішення про розстріл
Указом Президії Верховної Ради СРСР від 22 червня 1941 року Орловська область в числі низки західних регіонів СРСР була оголошена на військовому положенні. В зв'язку з цим всі справи по злочинах проти оборони, громадського порядку та державної безпеки, були передані військовим трибуналам, які отримали право розглядати справи по закінченню доби з моменту вручення обвинувального висновку. «Коли німці підходили до Орла, всіх рецидивістів переслали до більш далеких таборів, а політичних залишили там», — згадувала племінниця Християна Раковського Л. Тіньова.
5 вересня 1941 року за вказівкою народного комісара внутрішніх справ СРСР Лаврентія Берії і його заступника Кобулова Б. З. 1-й спецвідділ спільно з тюремним управлінням НКВС СРСР склав список з 170 ув'язнених, що відбували покарання в Орловської в'язниці за звинуваченням в контрреволюційних злочинах. Підписаний начальником 1-го спецвідділу Баштаковим Л. Ф. і главою тюремного управління Нікольським М. І., список складався зі стислих вказівних даних на кожного ув'язненого; щодо 76 осіб вказувалося, що перебуваючи у в'язниці, вони займаються проведенням антирадянської агітації. Як згодом повідомив Баштаков, ініціатором складання списку був Кобулов, він же брав безпосередню участь у його написанні. Саме Кобулов робив у списку різного роду позначки, а також визначав долю кожного ув'язненого.
Наступного дня, 6 вересня, Берія направив листа з доданим до нього списком на ім'я голови ДКО СРСР Йосипа Сталіна, з клопотанням про застосування до наведених у переліку осіб вищої міри покарання — розстрілу. У тексті листа нарком внутрішніх справ назвав перерахованих осіб «найбільш озлобленою частиною» ув'язнених, що містяться в Орловській в'язниці, і вказав на те, що ці люди «Ведуть пораженську агітацію і намагаються підготувати втечі для відновлення підривної діяльності». Розгляд поданих матеріалів Берія запропонував доручити Воєнній колегії Верховного суду СРСР. У той же день Сталін, який підтримав пропозицію Берії, підписав постанову № ГКО-634сс, санкціонувавши застосування вищої міри покарання до 170 ув'язнених, «в різний час засуджених за терористичну, шпигунсько-диверсійну та іншу контрреволюційну роботу».
8 вересня 1941 року, як і передбачалося, ВКВС СРСР у складі Ульріха В. В. (голова Колегії), Кандибіна Д. Я. і Буканова В. В. без порушення кримінальної справи і проведення будь-яких розглядів винесла розстрільний вирок відносно 161 ув'язненого за статтею 58-10 частини 2 КК РСФРР. Решта дев'ять осіб, що входили до списку, на той час, вже не перебували в Орловській в'язниці — деякі померли, інші були звільнені після перегляду їх справ. Так, «розстріляний» був навіть Борис Ворович, якого ще 28 травня де-юре виправдали і звільнили, проте з невідомих причин продовжували утримувати в орловської в'язниці. Причиною цієї та інших помилок стало те, що складення списку відбувалося поспіхом, а дані не перевірялись. На цю обставину вказав на допиті колишній начальник тюремного управління НКВС Нікольський.
За словами колишнього начальника УНКВС в Орловській області Фірсанова К. Ф., операція проводилася з особливою скритністю і ретельністю. «З особами, які повинні були піддані розстрілу, в камерах продовжувало перебувати чоловік приблизно 200 засуджених, — повідомляв Фірсанов пізніше. — Це було зроблено для того, щоб замаскувати майбутню акцію». На наступний день після екзекуції в Медведівському лісі всі співкамерники розстріляних в'язнів були евакуйовані.

## Список розстріляних в'язнів
Серед засуджених до розстрілу ув'язнених Орловської в'язниці було кілька відомих політичних діячів. Раковський Х. Г. — болгарин за національністю, колишній член ЦК РКП(б) з 1918 року і голова раднаркому УРСР, в 1938 році в рамках Третього московського процесу був засуджений до 20 років в'язниці як «англійський і японський шпигун». Спірідонова М. О. — відома революціонерка, одна з лідерів лівих есерів, ще на початку 1920-х років відійшла від політичної діяльності, також зазнала арешту і до моменту розстрілу вже довгий час відбувала термін в Орлі за участь у підготовці замаху на Ворошилова К. Є.. Долю Спірідонової розділив її чоловік, також колишній есер, Майоров І. А., який відбував термін в тій же тюрмі, але разом з тим нічого не знав про долю дружини: на його запити в різні інстанції не було відповіді. В одній камері з Майоровим сиділи колишній член ЦК партії есерів Чайкін В. А., есерка Ізмаіловіч О. А. і професор римського права Київського університету Карпеко В. В.. Крім перерахованих в'язнів, в Медведівському лісі були розстріляні: Арнольд В. В., якого звинуватили у замаху на Молотова В. М., колишній інженер «Кузбасвугілля» Строїлов М. С. (йому, разом з Арнольдом, інкримінувався саботаж), колишній радник політичного представництва СРСР у Німеччині Безсонов С. А., відомий лікар-терапевт, професор Плетньов Д. Д., засуджений за причетність до вбивства Максима Горького, «червоний професор» Айхенвальд О. Ю.. Також їх доля спіткала колишнього наркома фінансів, ліву комуністку Яковлєву В. М., сестру Троцького і дружину Лева Каменєва Ольгу Каменєву, рідну тітку Булата Окуджави та молодшого сина Петровського Г. І. Петра, брата М. І. Єжова Сергія. Багато засуджених мали громадянство / підданство іноземних держав або іноземне походження. До останніх відносився, зокрема, німецький математик Фріц Нетер, про звільнення якого свого часу клопотав перед владою СРСР сам Альберт Ейнштейн. Значну частину розстрільного списку становили азійські імена: особливо багато серед засуджених було китайців.

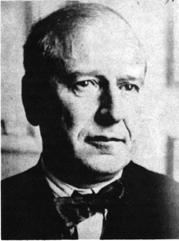
Раковський Християн Георгійович
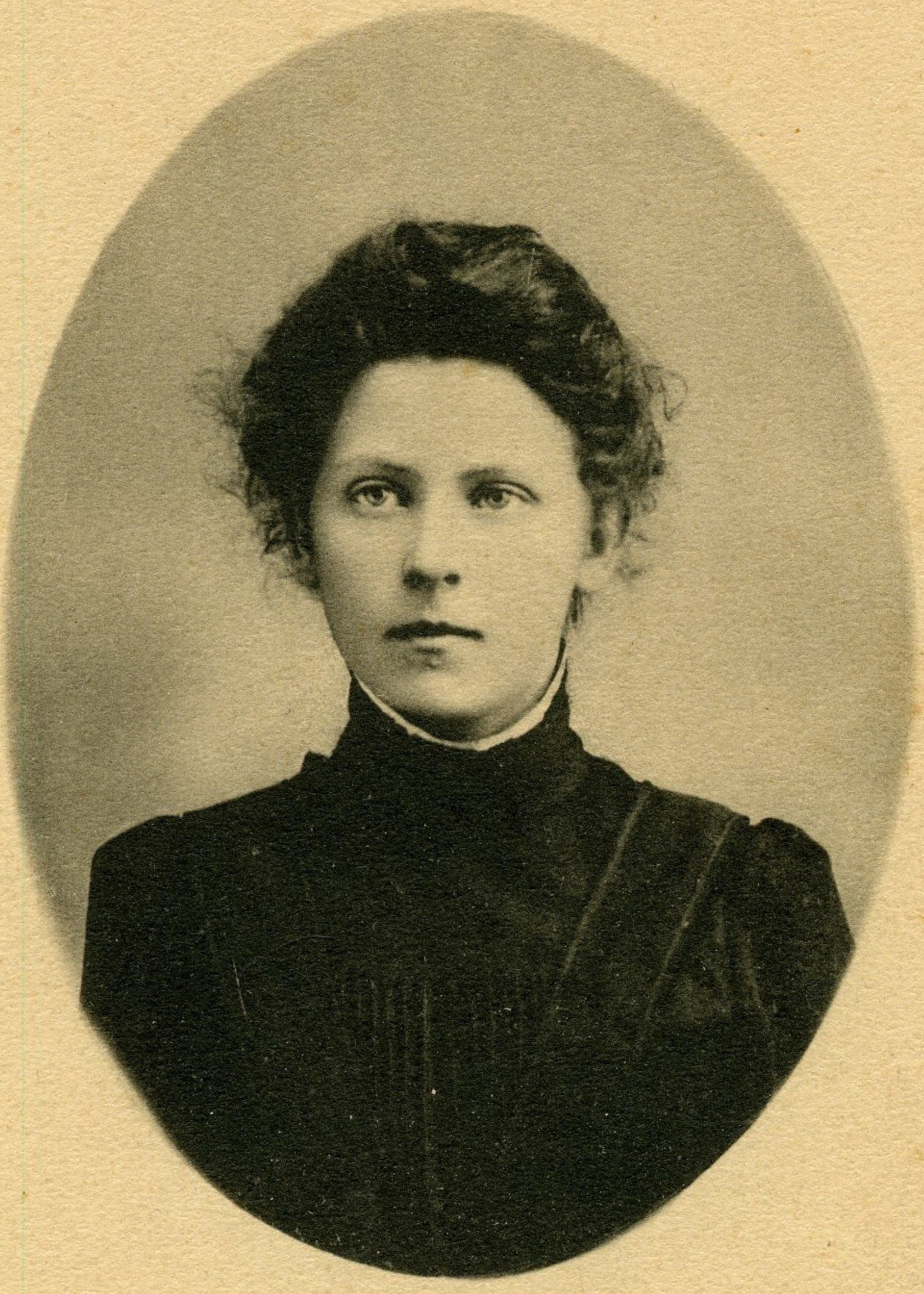
Спірідонова Марія Олександрівна
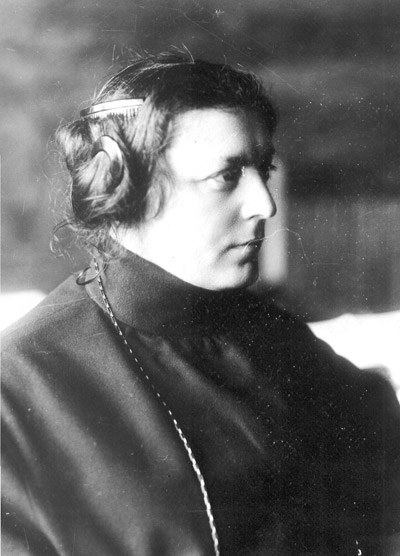
Каменєва Ольга Давидівна
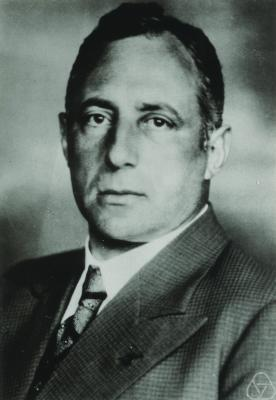
Фріц Нетер

## Процес страти
11 вересня 1941 року смертний вирок відносно 157 засуджених був приведений у виконання в Медведівському лісі. За словами колишнього начальника Орловської в'язниці Яковлєва С. Д., для цієї мети НКВС СРСР надіслав до міста спеціальну оперативну групу. Розпорядження ВКВС СРСР надійшло в Орел в той час, коли проводилася евакуація інших ув'язнених, а місто було під частим і сильним бомбардуванням з боку наступаючих сил німців. Згідно з показаннями Фірсанова К. Ф., він і прокурорський працівник мали завдання не допустити підміни засуджених. Для цього спільно з працівником прокуратури вони вивчали особові справи ув'язнених, порівнюючи представлені в них дані з відомостями, отриманими в ході опитування засуджених.
У день розстрілу, за свідченням співкамерника засуджених, репресованого чекіста Сурена Газаряна, був «надзвичайний шум у коридорі». У своїх мемуарах «Це не повинно повторитися» він же згадував, що, коли повели Чайкіна, Майорова і Карпеко, а потім прийшов черговий і забрав їхні речі, йому «стало моторошно». Наступного дня Газарян у дворі в'язниці намагався знайти Безсонова і Петровського, але їх «теж не було». Перед виїздом на місце страти кожен засуджений передавався в особливе приміщення, де спеціально підібрані особи з числа особового складу в'язниці вставляли йому в рот матерчатий кляп, зав'язували його ганчіркою, щоб виключити можливість діставання кляпу, а потім зачитували розстрільний вирок. Після цього засуджений під руки виводився в тюремний двір, сідав у спеціально обладнану криту автомашину з куленепробивними бортами, і вивозився до лісу, де піддавався розстрілу. Ніхто зі співробітників в'язниці, як стверджував Яковлєв, до участі в екзекуції не залучався. Не був присутнім на місці і сам глава обласного УНКВД Фірсанов — до складу так званої комісії з приведення вироку у виконання входили його підлеглі: Чєрноусов К. А., Слюняев Н. І., Тєрєбков Г. І. За свідченням Фірсанова, дерева, що знаходилися в лісі на місці поховання трупів засуджених, попередньо викопувалися разом з корінням, а після поховання розстріляних знову садили на свої місця. Надалі, аж до 3 жовтня 1941 року — дня, коли Орел був захоплений німцями, — співробітники УНКВС в Орловській області неодноразово відправлялися на місце розстрілу під виглядом грибників для перевірки стану місця поховання. Обстановка там, за отриманими ними даними, не порушувалася.

## Пам'ять про медведівський розстріл

### Реабілітація розстріляних
18 січня 1989 року Прокуратура СРСР, керуючись приватною постановою пленуму Верховного суду СРСР № 40-88 від 13 червня 1988 року по справі П'ятакова, Радека та інших, засуджених за вироком ВКВС СРСР в 1937 році, порушив кримінальну справу щодо подій у Медведівському лісі. За результатами розгляду справи пленум Верховного суду ухвалив рішення про передачу матеріалів, пов'язаних з винесенням вироку ВКВС СРСР від 8 вересня 1941 року, Генеральному прокурору СРСР Сухарєву А. Я. для ухвалення по них законного рішення. В свою чергу порушена Прокуратурою СРСР кримінальна справа надійшла в Головну військову прокуратуру.
12 квітня 1990 року військовий прокурор 1-го відділу Управління Головної військової прокуратури з реабілітації підполковник юстиції Зибцєв, розглянувши кримінальну справу № 1-89, видав постанову про припинення кримінальної справи стосовно членів ВКВС СРСР Ульріха, Кандибіна і Буканова, визнавши відсутність складу злочину в їх діях. Відзначивши незаконність і необрунтованість вироку ВКВС щодо 161 ув'язненого Орловської в'язниці, Зибцєв, тим не менш, зробив висновок, що рішення Колегії не є злочинним, оскільки було винесено на підставі постанови ДКО СРСР — вищого на той момент органу державної влади. Відносно злочинних дій ініціаторів розстрілу Берії та Кобулова Зибцєв зазначив, що обидва вони вже були визнані винними і засуджені до розстрілу за скоєні злочини 1953 року. Осіб, що мали відношення до приведення вироку у виконання, військовий прокурор також визнав невинними у скоєнні злочину, оскільки вони «не могли знати, що дане судове рішення (...) є незаконним».
26 липня 1990 року пленум Верховного Суду СРСР за відсутністю складу злочину скасував вирок стосовно 108 осіб, засуджених 8 вересня 1941. Кримінальні справи стосовно інших розстріляних були припинені в попередні роки.

### Інтерес до теми
Ще до реабілітації більшості жертв розстрілу під Орлом, в травні 1988 року, про подію в Медведівському лісі заговорив молодий московський дослідник Дмитро Юрасов. На сторінках «Собєсєдніка» він писав про те, що «мало хто знає про страшні розстріли восени 1941 року в орловській політтюрьмі». З моменту перших публікацій про розстріл в Медведівському лісі інтерес громадськості до подій 11 вересня 1941 став безперервно зростати. Співробітники колишнього УКДБ в Орловській області, що приступили до пошуку матеріалів з цієї теми, регулярно інформували громадськість про появу нових відомостей. У період з 1989 по 1992 рік інтерес до розстрілу в'язнів під Орлом та розслідування його обставин, активно демонструвала преса. Обласна газета «Орловська правда» присвятила подіям у Медведівському лісі ряд публікацій, в тому числі, «Чорний вересень 1941» (25 серпня 1990) і «Вічна пам'ять» (21 вересня 1991). Статті з даної теми з'являлися і в газетах більш великого масштабу, таких як «Ізвестія» («Берія попросив, Сталін підписав»; 6 червня 1990), «Вечірня Москва» («Хазяїн розстрільного дому»; 27 липня 1990). Архівні документальні матеріали були опубліковані в ряді інших видань місцевого і центрального друку. 11 січня 1991 газета «Орловская правда» у статті «Трагедія в Медведівський лісі» вперше опублікувала повний список розстріляних 11 вересня 1941 під Орлом.
З часом у багатьох публікаціях стосовно розстрілу у Медведівському лісі виявився ряд неточностей. Ряд видань, включаючи газету «Центральна Росія» (стаття «Орловський каторжний централ: 11 вересня 1941») вказали на те, що серед розстріляних під Орлом були чоловік поетеси Марини Цвєтаєвої Ефрон С. Я., актриса німецького походження Карола Неер -Геншке, письменник М. А. Клепінін з дружиною, а також П. Н. Толстой. За твердженням автора публікації у «Центральній Росії», всі ці люди були страчені в Медведівському лісі, незважаючи на їх відсутність у списку. У числі розстріляних під Орлом згадувалися, крім іншого, подружжя репресованих радянських державних і військових діячів: Б. С. Гамарник, Г. А. Єгорова, Є. І. Корк, О. Д. Каменєва, Н. В. Уборевич, Е. Е. Лежава, О. А. Угарова, тоді як в офіційних даних з названих жінок значилися тільки дружини Каменєва і Угарова. У відношенні до раніше озвучених прохань про роз'яснення долі дружин Гамарника, Уборевича, а також чоловіка Цвєтаєвої, повідомлялося в публікаціях «Орловської правди» 1990—1991 років, таких як «Вічна пам'ять» (21 вересня 1991). Всі вони, за даними останніх, були засуджені ВКВС СРСР ще в липні 1941 року до вищої міри покарання і розстріляні в Москві. Відомості про долю подружжя Клепініной, дружин Єгорова О. І. та Корка А. І., актриси Кароліни (Кароли) Неер-Геншке, а також дружини і дочки А. М. Лежави були дані співробітниками Центрального архіву колишнього КДБ СРСР і також опубліковані в «Орловської правді» — ніхто з цих людей не був розстріляний в Орлі або його околицях. Те, що в Медведівському лісі загинули Ефрон і дружини колишніх керівників, помилково припускав і займався вивченням цього питання Дмитро Юрасов. Примітно, що, крім Ефрона, він називав і ім'я відомого письменника Бруно Ясенського, який, як з'ясувалося згодом, був розстріляний ще 1938 року.  Відомий драматург Ваксберг А. І. висував припущення про те, що під Орлом знайшов свою загибель репресований у 1937 році партійний діяч Антіпов М. К., а історик Антонов-Овсієнко А. В. називав у числі жертв економіста і статистика Оболенського В. У., а також друга Сталіна і брата його першої дружини А. С. Сванідзе. Версії щодо всіх трьох не знайшли свого підтвердження — як з'ясувалося, Антипов і Оболенський були розстріляні в Москві в 1938 році, тоді як Сванідзе загинув у 1941 році, однак не в Медведівський лісі.

### Вшанування пам'яті

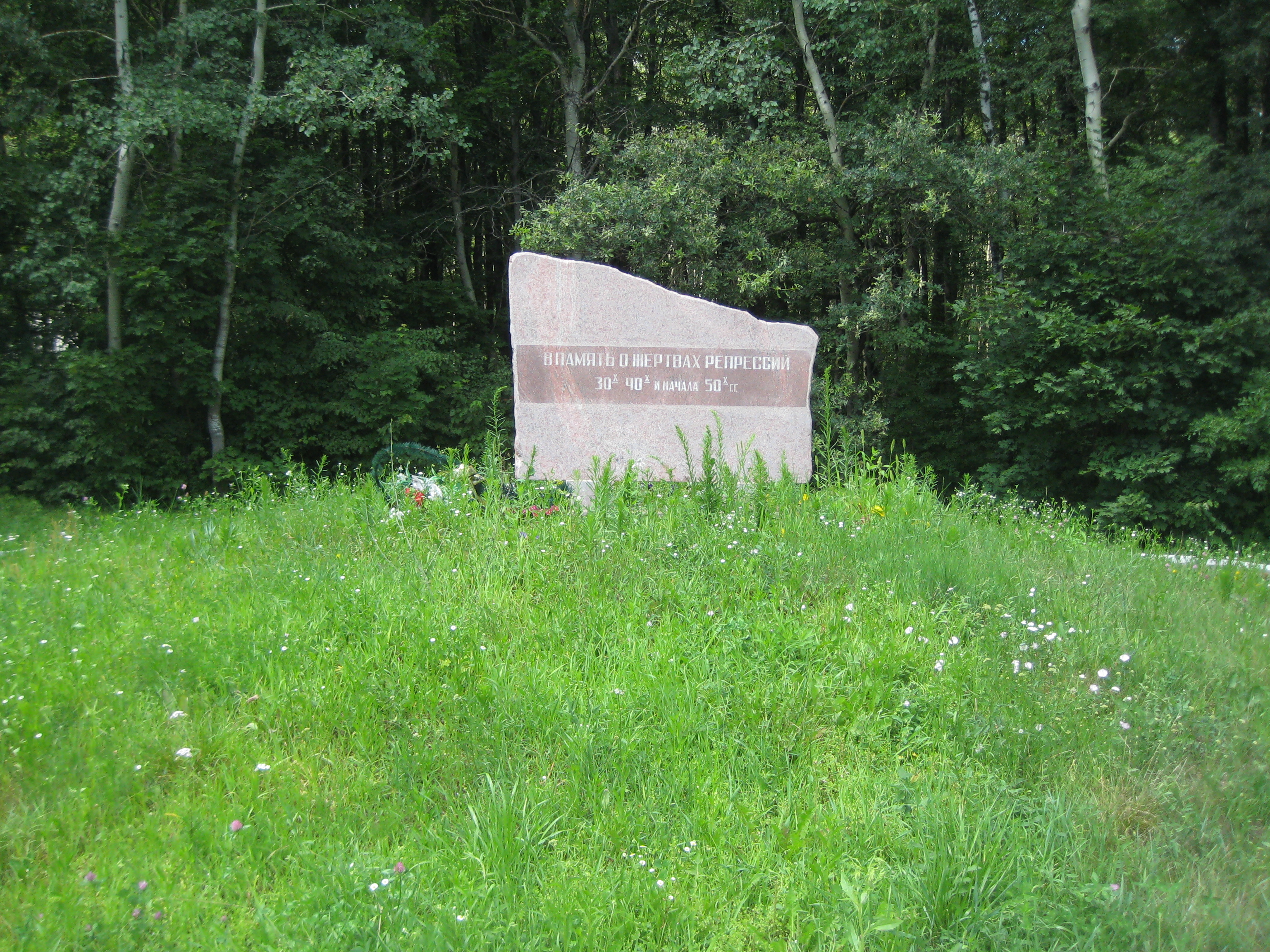
Меморіальний знак в Медведівському лісі, встановлений в пам'ять жертв репресій 30-х — 40-х та початку 50-х років (1991)

Вперше за довгий період часу мешканці Орла згадали про розстріл в Медведівському лісі в 1989 році. Тоді орловські активісти «Меморіалу» поклали квіти до тюремної стіни, а в залі міськвиконкому відбувся вечір пам'яті жертв репресій. Зал, за свідченням присутнього на заході Ю. Антюхова, був переповнений. Відкрив вечір і головував на ньому голова обласної комісії сприяння радянським органам у забезпеченні прав і інтересів реабілітованих громадян А. І. Бачурін. Присутні вшанували пам'ять загиблих радянських громадян хвилиною мовчання, після чого перед аудиторією виступили викладач ОДПІ і майбутній декан історичного факультету ОДУ С. Т. Мінаков, відомий орловський краєзнавець і поет В. М. Катанов. Останній запропонував назвати іменем Християна Раковського одну з міських вулиць, а також виділити зал пам'яті жертвам репресій в Орловському краєзнавчому музеї. Електрик Д. А. Краюхин зачитав привітання народного депутата СРСР В. І. Самаріна, який відгукнувся на пропозицію провести пам'ятний вечір і виступив з ініціативою відкрити спеціальний рахунок на спорудження пам'ятника, а також оголосив 11 вересня цього загальноміським днем Пам'яті. Ідею Самаріна підтримали голова товариства ветеранів війни Залізничного району Н. Г. Єфремов, воїн-інтернаціоналіст В. К. Рощупкін, голова обласної ради ветеранів партії та праці П. Я. Пархоменко та інженер А. І. Третьяков. Обласний прокурор Л. П. Павлов поділився з присутніми інформацією про роботу комісії з реабілітації, що проводиться при взаємодії з КДБ. Завершило мітинг виступ вчителя вечірньої школи № 10, представника товариства «Меморіал», Б. А. Попова. На закінчення учасники вечора прийняли резолюцію, що стосується збору коштів на пам'ятний знак жертвам репресій та оголошення 11 вересня днем Пам'яті.
11 вересня 1990 року в Медведівському лісі було споруджено пам'ятний знак — гранітний моноліт з написом «Пам'ять про жертви репресій 30-х — 40-х і початку 50-х років», встановлений на бетонній основі. З нагоди відкриття монумента там же відбувся мітинг, на якому були присутні, в тому числі, жителі Орла, що стали свідками сталінських репресій. Мітинг відкрив голова Орловського міської Ради народних депутатів А. Г. Кісляков, на заході також були присутні заступник голови обласної Ради Є. М. Троїцький, заступник голови облвиконкому Т. Н. Коновалова, відповідальні працівники міськкому та обкому КПРС. По закінченні мітингу до підніжжя пам'ятного знаку були покладені корзини квітів від обласної Ради, народних депутатів і обкому КПРС від міської Ради і міськкому КПРС, від трудових колективів міста Орла.